# هری دیویس (بازیکن فوتبال، زاده چورلی)
هری دیویس (انگلیسی: Harry Davies؛ زادهٔ) بازیکن فوتبال اهل بریتانیا است.
از باشگاه‌هایی که در آن بازی کرده‌است می‌توان به باشگاه فوتبال بیکاپ بورو، باشگاه فوتبال پورت ویل، و باشگاه فوتبال چورلی اشاره کرد.